# Elizabeth Garrett Anderson
Elizabeth Garrett Anderson (Whitechapel, Londres, 9 de juny de 1836 - Aldeburgh, 17 de desembre de 1917) va ser la primera metgessa britànica.
Com que se li va denegar l'admissió a les escoles de medicina, es va inscriure com a estudiant d'infermeria a l'Hospital Middlesex mentre estudiava pel seu compte amb metges i en hospitals de Londres i Edimburg. El 1865 va obtenir la licència per exercir de la Societat d'Apotecaris, que era l'única que permetia els exàmens a les dones; tot seguit, aquesta societat canviaria les seves normes per evitar que altres dones entressin a la professió d'aquesta manera. Elizabeth Garrett Anderson es doctorà després a la universitat de La Sorbona de París el 1870, convertint-se en la primera dona de la Gran Bretanya a llicenciar-se i doctorar-se com a metgessa.

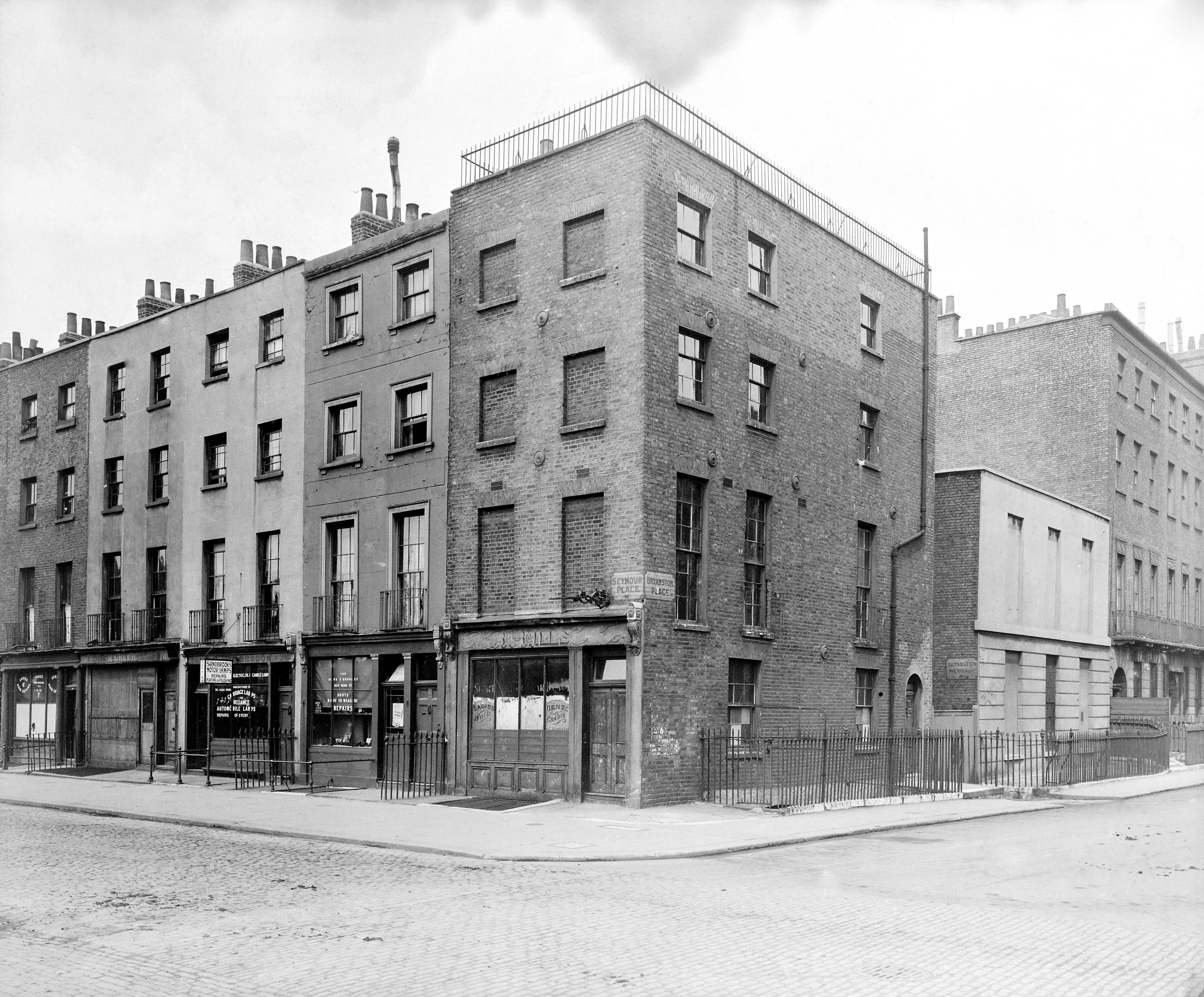
El St. Mary's Dispensary for Women and Children, a Marylebone

Com que, pel fet de ser dona, cap hospital la contractava malgrat tenir el títol, el 1866 va obrir consulta privada, el St. Mary 's Dispensary for Women and Children, a Marylebone', una de les zones més pobres de Londres. Més endavant va decidir convertir-lo en un hospital en què només treballessin dones, i així va passar a anomenar-se Nou Hospital per a Dones, inaugurat el 1872. L'any 1918, després de la seva mort, l'hospital prendria el seu nom; ara forma part de la Universitat de Londres.
El 1874 Anderson va crear una facultat mèdica per a dones, l'Escola de Medicina per a Dones de Londres, en la qual faria de professora i en seria degana des de 1883 fins al 1903.
Escrigué molts articles i memòries sobre la seva activitat mèdica. La seva determinació va obrir el camí a altres dones i el 1876 es va aprovar una llei que permetia a les dones entrar a les professions mèdiques. També es va donar a conèixer com a lluitadora activa a favor del moviment del sufragi femení. Així, va ser membre del Comitè Central de la Societat Nacional per al Sufragi Femení el 1889.
Retirada a la ciutat d'Aldeburgh, a la costa de Suffolk, el 1908 en fou elegida alcaldessa.